# کولویاروی
کولویاروی (روسی: Куолоярви) یک شهرک در استان مورمانسک کشور روسیه است.